# Dineutus americanus
Dineutus americanus is een keversoort uit de familie van de schrijvertjes (Gyrinidae). De wetenschappelijke naam is gepubliceerd in 1767 door Linnaeus.